# Polisemia
La polisemia (del griego πολύς (polýs) "polys", muchos y σῆμα (sēma) "sema", significado), en lingüística se presenta cuando una palabra o signo lingüístico tiene varias acepciones, entendiéndose como la pluralidad de significados para un mismo significante.
La polisemia suele presentarse en casi todas las lenguas, puede ser de manera morfológica, sintáctica o léxica. Se apoya de la rama de la lingüística, la semántica, y también de la etimología, dando origen a las acepciones por medio de  las metáforas y metonimias otorgando a las palabras uno o más sentidos figurados sin perder su significado original.
Es importante mencionar que las palabras que tienen relación etimológica podrían sufrir con el paso del tiempo una separación significativa de su relación semántica original dando paso a la ambigüedad.

## Ejemplos
- Cabo: 
  1. (masculino) Punta de tierra que penetra en el mar.
  2. (masculino/femenino) Escalafón militar.
  3. (masculino) Cuerda en jerga náutica.
- Cresta:
  1. Parte del cuerpo de algunos animales que crece generalmente sobre la cabeza.
  2. Cumbre de una ola.
  3. Cumbre de una montaña.

  4. Cumbre de una onda.
- Gato:
  1. Animal de la familia de los felinos.
  2. Herramienta para levantar objetos pesados.
  3. Danza nativa de Uruguay y Argentina.
  4. Tipo de juego.
  5. Criado.

- Banco:

1. Tipo de silla.
2. Entidad financiera.
3. Conjunto de peces.

- Sierra:
  1. Herramienta para cortar madera u otros objetos duros, que generalmente consiste en una hoja de acero dentada sujeta a una empuñadura.
  2. Conjunto de montañas alineadas (el conjunto de una sierra se le denomina sistema). 
  3. Tipo de pescado.

## Origen
El primero en definir y explicar este fenómeno semántico, fue Aristóteles. Más adelante el término fue retomado por el fundador de la semántica moderna, Bréal en 1897.
La polisemia se puede producir por muchas y distintas causas:
- Cambio de aplicación: A lo largo de la historia, la realidad a la que se refiere una palabra ha cambiado de forma o ha pasado a aplicarse a un nuevo referente.

Por ejemplo, la palabra tecla, aplicada inicialmente a los instrumentos musicales, se ha aplicado después a las máquinas de escribir y finalmente a cualquier pieza móvil que puede pulsarse.
- Especialización en un medio social: En el lenguaje técnico de una profesión determinada o en un estrato social en concreto, la palabra puede adquirir un significado especializado.

Por ejemplo, la masa a la que se refiere un panadero no es la masa a la que se refiere un albañil que habla con su peón, y ninguna de estas dos es la masa a la que se refiere el profesor que explica una clase de física a sus alumnos.
- Lenguaje figurado: Los hablantes nombran los objetos mediante términos metafóricos (pata para nombrar la de la silla) o metonímicos (copa para nombrar el vino).
- Homónimos reinterpretados: Dos palabras homónimas con significados parecidos, cuya etimología se ha perdido, pueden ser consideradas una sola palabra polisémica en la cabeza de los hablantes.

Por ejemplo, la palabra reja cuenta con dos etimologías distintas: una para la reja del arado y otra para la ventana enrejada.
- Influencia extranjera: Por calco semántico, una palabra en español puede adquirir significados que esa palabra tiene en una lengua extranjera.

Por ejemplo, por influencia del inglés, la palabra evento ha adquirido el significado de acontecimiento

## Otros fenómenos del significado

### Homonimia
Dos significantes se unifican mediante la fonética sin alterar sus significados, son palabras no relacionadas etimológicamente cuya pronunciación y/o ortografía es la misma.
- Echo, del verbo echar. Hecho, del verbo hacer.

Fonéticamente ambos verbos se pronuncian del mismo modo; no obstante, se escriben de manera diferente y sus significados también son distintos.

### Homónimo/homófono
Las palabras homónimas homófonas son aquellas que se pronuncian igual, pero su escritura es diferente, así como también su significado.
- tuvo/tubo: tuvo es una forma del verbo tener y tubo un sustantivo. Ejemplo: Tuvo muy mala suerte en el examen - Mi perro no pasa por dentro de ese tubo, es demasiado grande.
- haya/aya: haya es una forma del verbo haber o un sustantivo y aya un sustantivo. Ejemplo: Ojalá no haya llovido - María es mi aya, ya que se encarga del cuidado y de la educación de mis hijos.

### Sinonimia
Dos o más palabras distintas con el mismo significado:
- Cerdo, cochino, gorrino, marrano, puerco, guarro, chancho. etc